# Bayer-Kaufhaus

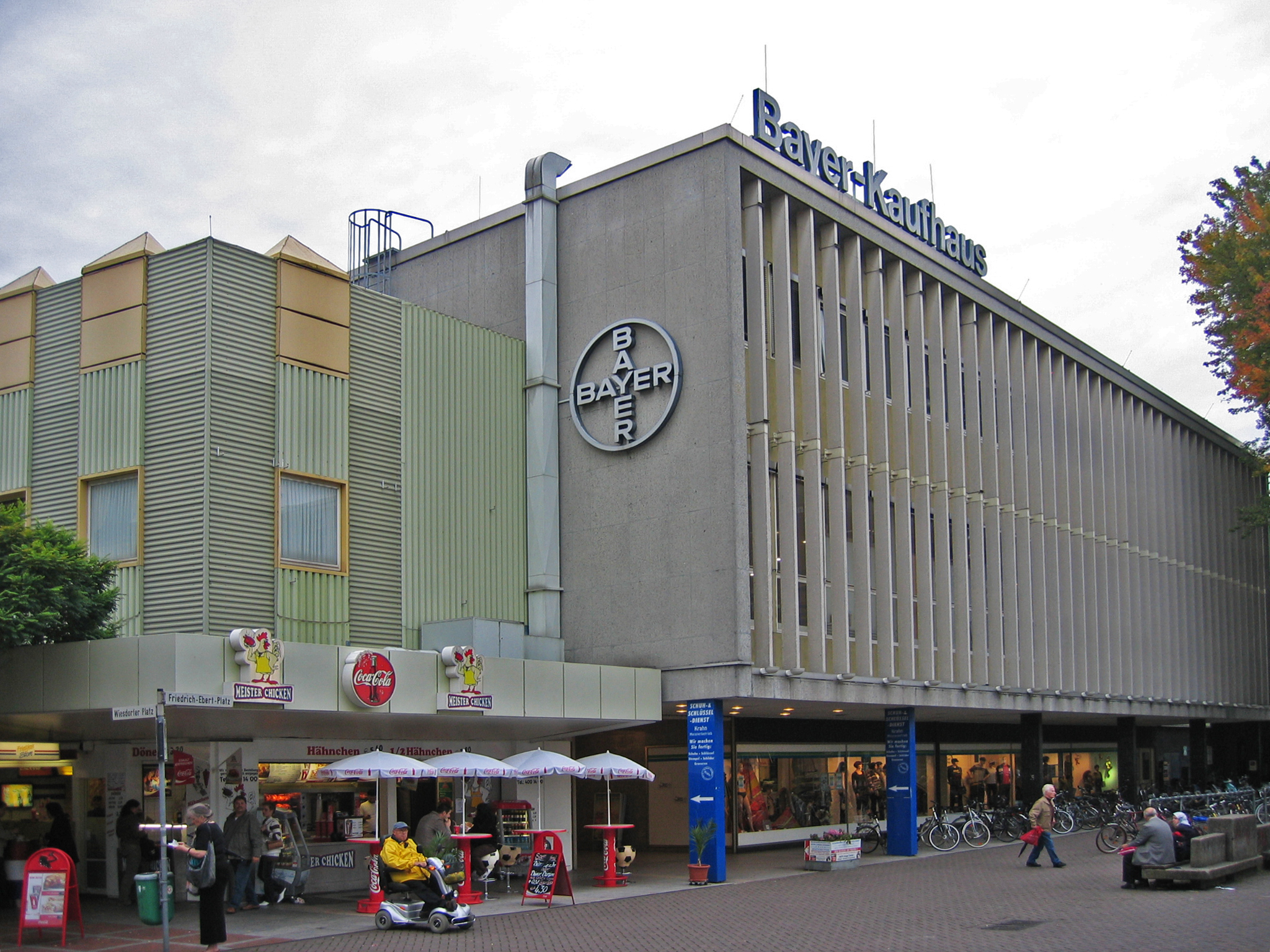
Haupthaus, Außenansicht, 1. Oktober 2007

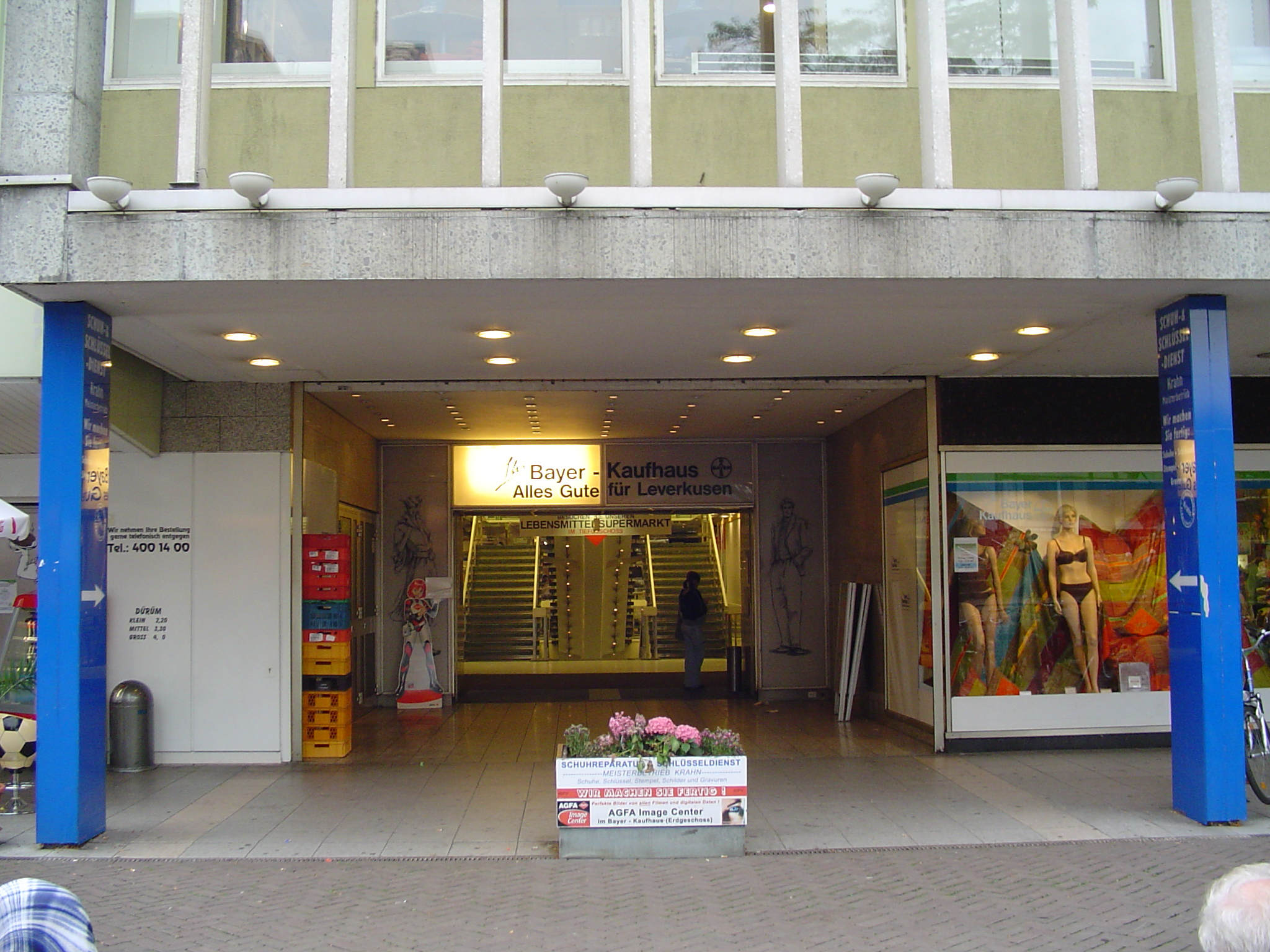
Haupteingang des Haupthauses, 11. Oktober 2007

Unter dem Namen Bayer-Kaufhaus betrieb die Bayer AG von 1897 bis 2007 in Leverkusen Kaufhäuser. Diese wurden zunächst „Konsumanstalten“ genannt.

## Geschichte
Das 1863 in Heckinghausen gegründete Chemieunternehmen Bayer verlegte in der Zeit von 1895 bis 1900 seine Produktion schrittweise von Elberfeld auf das vormalige Gelände des Unternehmens Leverkus und Söhne bei der kleinen Stadt Wiesdorf. Zunächst gab es Probleme, genügend Arbeiter zu finden. Die Umgebung des Werks war gegenüber anderen Städten und Dörfern verhältnismäßig unterentwickelt, es handelte sich größtenteils um unbesiedeltes Brachland. Im Auftrag Bayers leitete Carl Duisberg die Verlegung des Unternehmens und den Ausbau der angrenzenden Areale, die formal zu Wiesdorf gehörten. In den sogenannten Bayer-Kolonien Beamtenkolonie (1895–1925, etwa 100 Wohnungen), Kolonie I „Julia“ (170 Wohnungen), Kolonie II „Anna“ (1900–1925, 1.200 Wohnungen), Kolonie III „Johanna“ (1912–1925, 1.000 Wohnungen) und Kolonie „Eigenheim“ (1911–1933, etwa 60 Wohnungen) entstanden Wohnungen für Arbeiter und Angestellte.
1897 wurde in Wiesdorf an der Hauptstraße die erste „Consumanstalt der Farbenfabriken vorm. Friedr. Bayer & Co.“ eröffnet, um die Nahversorgung der Bewohner der Kolonien zu sichern.

## Haupthaus
Das Haupthaus (⊙) wurde 1911 zentral in Wiesdorf unweit des Rathauses erbaut. Im Zweiten Weltkrieg wurde das Haus schwer beschädigt und 1959 mit einem Flachdach neu errichtet. 1970–1971 wurde die Verkaufsfläche auf 6.000 m² erweitert. 1988 erhielt das Gebäude eine neue Fassade.
Das Haupthaus der Bayer-Kaufhäuser bot neben einer Lebensmittelabteilung sämtliche für ein Kaufhaus typische Abteilungen.
Am 22. Dezember 2007 um 14:00 Uhr schloss das Haupthaus seine Türen für immer. Es wurde zu Gunsten des neuen Einkaufszentrums Rathaus-Galerie der ECE-Gruppe ab Januar 2008 abgerissen. Zugleich wurden das 1977 errichtete Wiesdorfer Rathaus und das 1953 nach Plänen des Kölner Architekten Fritz Schaller errichtete Wiesdorfer Stadthaus abgerissen. Die Grundstücke, die mit den Gebäuden Rathaus und Stadthaus bebaut waren, wurden von der Stadt an den Investor verkauft. Der Investor baute darauf das Einkaufscenter Rathaus-Galerie und Büroflächen. Ein Teil der Büroflächen wurden an die Stadt Leverkusen vermietet.

## Bayer-Kaufhäuser
Es gab Bayer-Kaufhäuser in Wiesdorf (am Bayerwerk ⊙), Schlebusch (⊙), Steinbüchel, Küppersteg, Mathildenhof, Rheindorf (⊙), Opladen und Alkenrath (⊙) sowie in Köln-Flittard. Diese boten neben einem Lebensmittel-Vollsortiment auch ein Möbelsortiment für die Arbeiter und Angestellten bei Bayer an.
Nachdem es wirtschaftliche Probleme gab, wurden diese Supermärkte an die Spar-Gruppe verkauft. Doch auch durch den neuen Eigentümer konnten die Häuser nicht ertragreich geführt werden. Deshalb trennte sich Spar nach wenigen Jahren von den Märkten. Nur wenige Ladenlokale wurden weitervermietet wie zum Beispiel in Schlebusch. Einige Gebäude bestehen noch, andere wurden abgerissen, wie das Kaufhaus in Alkenrath, an dessen Stelle eine Filiale der Supermarktkette Plus (später Netto) errichtet wurde.